# Кобиліси (станція метро)
50°07′23″ пн. ш. 14°27′06″ сх. д. / 50.12306° пн. ш. 14.45167° сх. д.
Кобиліси (чеськ. Kobylisy) — станція Празького метрополітену на лінії C. Розташована між станціями «Ладві» та «Надражі Голешовіце». Розташована в однойменному районі. Відкрита 24 червня 2004 року у складі пускової дільниці лінії C «Надражі Голешовіце» — «Ладві».

## Опіс станції
Платформа розташована між коліями і не має опор, це перша острівна односклепінна станція у мережі Празького метро. Це означає, що платформа перебуває ніби у великій трубі. Єдина односклепінна станція глибокого закладення на лінії С. Довжина станції 149,7 м, глибина закладення — 31,2 м. Довжина платформи 100 м, ширина 10,65 м, висота 7,95 м. Від станції на поверхню ведуть два виходи - східний до однойменної зупинки, до вестибюля з невеликим торговим центром на поверхні; і західний, який веде до підземного вестибюля під Кобиліською площею. Обидва виходи мають ескалаторні тунелі. У кожному тунелі по три ескалатори. Станція також оснащена доступом для інвалідних колясок. Ліфт розташований в нижній частині східного ескалаторного тунелю і веде на поверхню біля вулиці Під Сідліштем і поблизу автобусних зупинок. На цій станції немає пункту інформації про дорожній рух і банкомату.